# 弓背魚
弓背魚（学名：Notopterus notopterus，又稱駝背魚）為輻鰭魚綱骨舌魚目駝背魚科驼背鱼属的其中一種鱼类。

## 分布
弓背魚分布於南亞及東南亞的溪流中，包括印度、巴基斯坦、孟加拉、尼泊爾、緬甸、越南、柬埔寨、泰國、馬來西亞、印尼以及云南等等。该物种的模式产地在印度。

## 特徵
弓背魚體型特殊，体长鳞小，狀似機翼的橫截面。體呈銀灰褐色，在側線下方有不規則的白邊黑班。背鰭小且呈羽毛狀，臀鰭狭长，沿腹缘之大部延伸并与尾鰭連成一體，波状运动沿臀鳍的全长进行，鱼体即可向前或向後游动。通常沒有腹鰭或是發育未完全。背鰭軟條7至9枚；臀鰭軟條97至111枚，體長可達60公分。

## 生態
弓背魚一般栖息于印度、东南亚等地区平靜或流動緩和的淡水或半鹹水的湖泊、洪泛區、河川與池塘中。屬肉食性，具侵略性，以昆蟲、魚類及甲殼動物為食。通常在晨昏與夜晚期間活動。在雨季時的會洄游至棲息地並繁殖。卵產於水中植物上的小叢中，通常一條母魚生下1,200至3,000個卵。

## 經濟利用
弓背魚在一些地区可供食用，為高經價值的食用魚和觀賞魚，已有商業性的養殖。